# Établissements Bessonneau
Pour les articles homonymes, voir Bessonneau.
Les Établissements Bessonneau regroupent l'ensemble des usines de la Société anonyme des 
filatures, corderies et tissages d'Angers. Cette entreprise fut créée en 1901 par l'industriel Julien Bessonneau.

## Historique
En 1901, Julien Bessonneau regroupe toutes les manufactures de chanvre d'Angers en une société unique de filature, corderie et tissage créée le 17 décembre 1901. Cette nouvelle société regroupe sa propre corderie du Mail associée à l'ancienne usine Joubert-Bonnaire de l'Ecce-Homo, près de la gare d'Angers-Saint-Laud (ouverte en 1853), la filature du Clon quartier Lafayette à Angers (ouverte en 1863) et celle de la Madeleine fondée par Laîné-Laroche en 1840. 
En 1869, Julien Bessonneau avait épousé la fille de son oncle maternel François Besnard. Il fut associé à l'entreprise de cordes et de ficelles, la corderie du Mail, créée en 1840 par François Besnard associé au banquier Pierre Richou et Jacques Genest. De cette entreprise naîtront les Établissements Bessonneau.
Pendant plus d'un siècle, l'entreprise Bessonneau va rayonner sur le tissage et le cordage à partir de la culture du chanvre dans la campagne angevine.
En 1906, création d'une tréfilerie métallique, machine permettant de faire passer du fer ou du laiton par la filière pour le réduire en fil.

## Activités liées à l'aéronautique
En ce début du XXe siècle se développe l'aéronautique. 

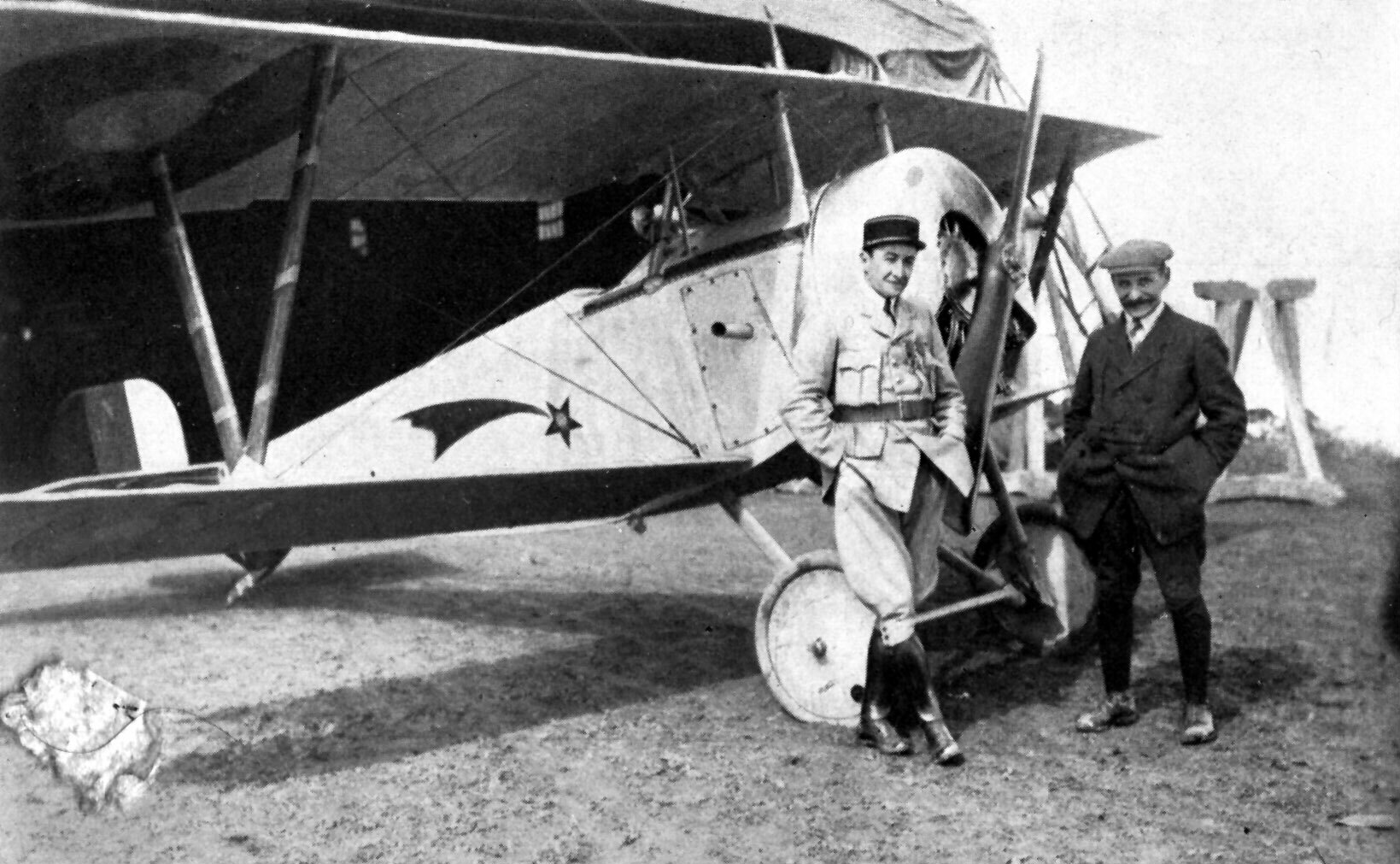
Tente Bessonneau en arrière-plan.

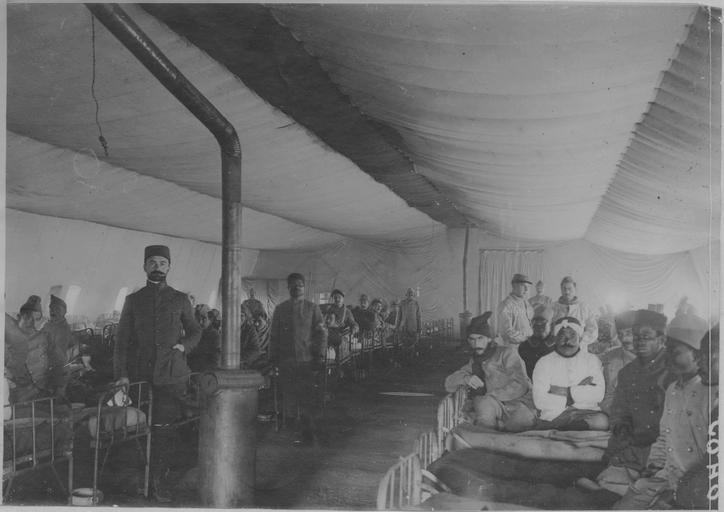
Tente Bessonneau utilisée dans un hôpital militaire sur le front de Macédoine en 1918.

En 1908, René Gasnier contacte Julien Bessonneau, dont l'industrie des filatures et cordages est très impliquée dans les progrès de l'aéronautique, pour mettre sur pied un circuit aéronautique en Maine-et-Loire. Julien Bessonneau est rejoint par l'aviateur Maurice de Farcy et l'industriel angevin Cointreau dans l'aide logistique et financière au projet de René Gasnier.
En 1910 a lieu la première course Angers-Saumur. Les établissements Bessonneau installent des tentes de grandes tailles pour protéger les aéroplanes. Ces tentes prendront rapidement le nom de tentes Bessonneau.
En 1912, est organisé le circuit de l'Anjou, circuit de 150 km dans le triangle Angers-Saumur-Cholet, bouclé plusieurs fois. L'écrivaine Colette y assiste. L'aviateur Roland Garros s'y illustre et remporte le premier prix. Le magazine L'Illustration relate l'évènement et met en valeur l'organisation parfaite de ce meeting aérien grâce à Julien Bessonneau.
Ces tentes Bessonneau seront également utilisées pour des hôpitaux militaires de campagne.

## Activités annexes
Julien Bessonneau crée une caisse de secours pour les ouvriers, des crèches (car le personnel est essentiellement féminin avec de faibles salaires), une harmonie musicale et des équipements sportifs. 
En décembre 1912 le Club sportif Bessonneau, voit le jour, doté d’une salle de gymnastique rue Montaigne à Angers et d’un stade rue Saint-Léonard. Ce stade, appelé stade Julien-Bessonneau ou stade JB, deviendra en 1926 le stade Jean-Bouin en gardant les mêmes initiales (stade JB), et le Club sportif Bessonneau deviendra le SCO d'Angers.
De 1942 à 1964, pour ses besoins personnels, la société Bessonneau exploite une petite mine de charbon sur la commune de Chaudefonds-sur-Layon, au Site des Malécots.

## Succession
En 1916, le 4 août, Julien Bessonneau se tue accidentellement. Son empire industriel passe en succession à son fils Julien Bessonneau, surnommé alors Julien Bessonneau fils. Celui-ci sera  député du Maine-et-Loire  entre 1919 et 1924.

## Diversification

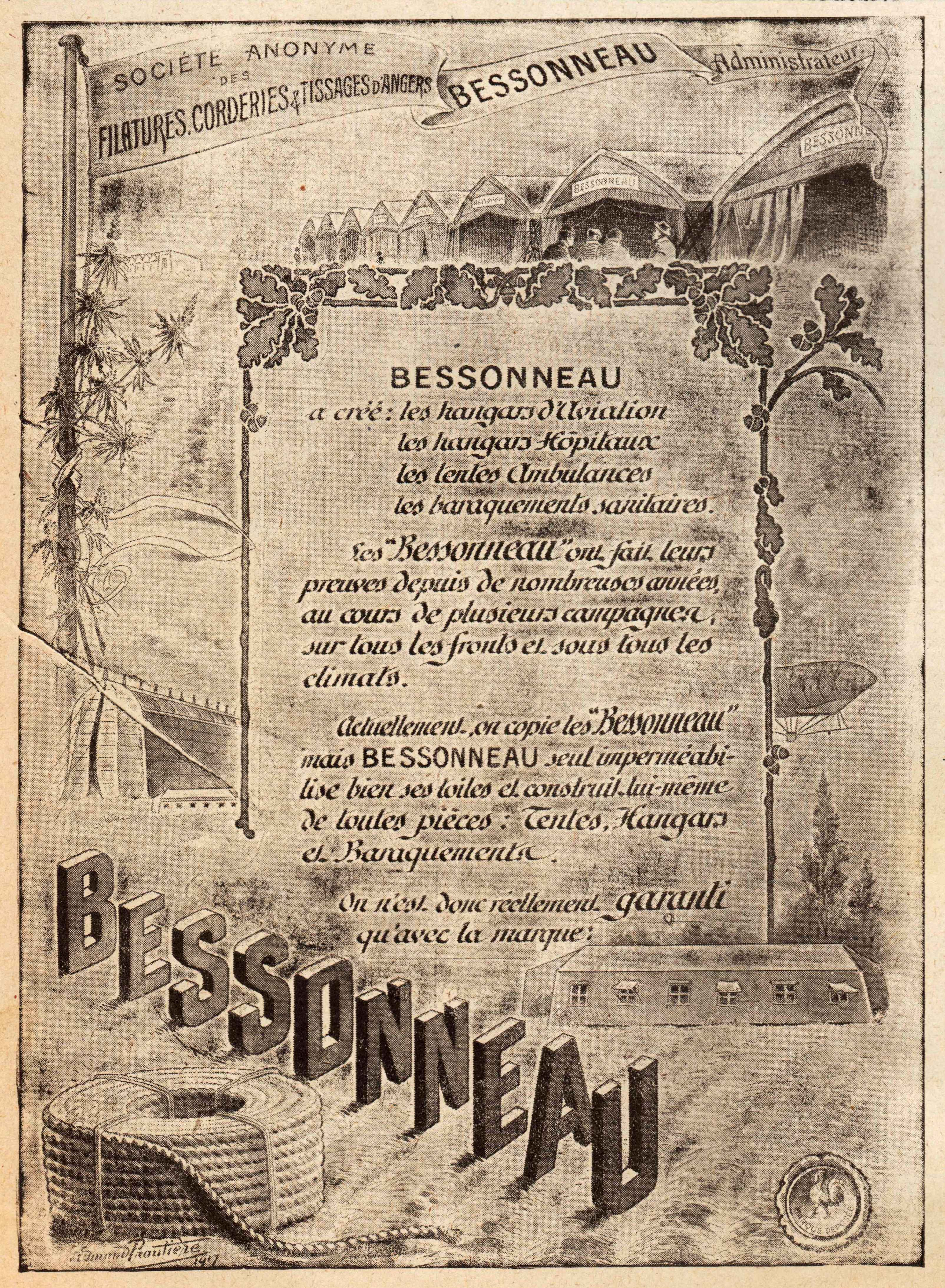
Publicité pour Bessonneau en 1918.

À côté de la transformation traditionnelle du chanvre en cordes et toiles, les établissements Bessonneau diversifient leur production.
Les établissements Bessonneau sont dopés par les commandes de la Première Guerre mondiale. Plus de 5 000 personnes y travaillent dont une majorité de femmes.
En 1917, l'usine s'étend avec l'acquisition de la fabrique de câbles métalliques de la Commission des Ardoisières (création de la Société anonyme des câbleries et tréfileries d'Angers). 
En 1919, le 27 décembre, une nouvelle usine est inaugurée à Angers dans le quartier Montrejeau. Cette usine possède toutes les installations de la tréfilerie d'acier, de la câblerie et des ateliers de bois. Dès cette année-là, la société Bessonneau va produire des maisons en bois préfabriquées, surnommées « maison type Bessonneau ». Ces maisonnettes auront trois ou quatre pièces. Elles seront composées de panneaux à double parois, celui de l'extérieur est en bois peint, celui de l'intérieur et les plafonds reçoivent un enduit en plâtre sur lattis. L'ensemble repose sur un socle en béton. Le toit est couvert d'ardoise de Trélazé. Une réplique de l'une de ces maisons existe no 31 du boulevard de Batignolles à Nantes, puisqu'elle servait notamment à loger les ouvriers de l'usine Batignolles-Châtillon toute proche dans les cités ouvrières environnantes.
La société Bessonneau produira également d'immenses hangars en bois notamment pour l'aviation civile et militaire.
En 1920, l'entreprise emploie 10 000 ouvriers. 
En 1921, la gestion hasardeuse de Julien Bessonneau fils le pousse à démissionner.
En 1944, les bombardements aériens alliés ont détruit une grande partie des bâtiments industriels.
En 1966, l'entreprise Bessonneau s'arrête définitivement, concurrencée par les fibres synthétiques. 
En 1974, le secteur sidérurgique est liquidé à son tour.
Julien Bessonneau possédait un hôtel particulier dans le centre-ville d'Angers, l'hôtel Bessonneau, qui appartient aujourd'hui au Conseil départemental de Maine-et-Loire. Y est située la salle Bessonneau qui accueille des expositions et animations culturelles.